# Kanton Perros-Guirec
Perros-Guirec is een kanton van het Franse departement Côtes-d'Armor. Het kanton maakt deel uit van het arrondissement Lannion.

## Gemeenten
Het kanton Perros-Guirec omvat de volgende gemeenten:
- Kermaria-Sulard
- Louannec
- Perros-Guirec (hoofdplaats)
- Pleumeur-Bodou
- Saint-Quay-Perros
- Trébeurden
- Trégastel
- Trélévern
- Trévou-Tréguignec

Bij de herindeling van de kantons in 2014-2015 werd de samenstelling niet gewijzigd.